# ایل‌سون
روستای شاهسون یکی از ایلات عمده کشور ایران  استان آذربایجان شرقی است که در دهستان نوجه‌مهر بخش سیه‌رود شهرستان جلفا واقع شده‌است.این روستا ۹۰ نفر جمعیت دارد.